# Майкл, Питер
Питер Ричард Майкл (англ. Peter Richard Michael; род. 9 мая 1989 года, Палмерстон-Норт, Новая Зеландия) — новозеландский роликобежец и конькобежец; 12-кратный чемпион и многократный призёр чемпионатов мира по роликобежному спорту. 2-кратный призёр чемпионата мира по конькобежному спорту на отдельных дистанциях 2017 года, а также восьмикратный призёр разных этапов Кубка мира по конькобежному спорту сезона 2016/2017 и 2017/2018 года. Участник зимних Олимпийских игр 2018 года. Выступает за клуб "Canterbury Alpine Ice Speed Skating Club". 

## Биография
Питер Майкл родился в Палмерстон-Норте на Северном острове. В раннем детстве он решил заняться хоккеем на роликах. Майкл записался на тренировки в этом виде спорта, но в первый день мама случайно отвела его не в тот зал для хоккея, и в итоге вместо этого он присоединился к занятиям спидскейтингом. Позже жил в столице Новой Зеландии Веллингтоне. Он представлял команду Новой Зеландии на чемпионатах мира по спидскейтингу в период с 2010 по 2016 года и завоевал восемь титулов. 
Перешёл в конькобежный спорт в 2014 году. Выбор нового вида спорта был обусловлен тем, что конькобежный спорт представлен в качестве олимпийской дисциплины. В настоящее время профессионально тренируется на базе клуба «Canterbury Alpine Ice Speed Skating Club», Крайстчерч. В 2016 году выиграл золотую медаль Кубка мира по конькобежному спорту и, таким образом, стал первым новозеландским конькобежцем, который выиграл забег на 5000 метров.
Сразу двумя медалями завершилось участие Майкла на чемпионате мира на отдельных дистанциях, проходившем в южнокорейском городе — Каннын. 9 февраля на катке Gangneung Oval во время забега на 5000 м Майкл финишировал третьим с результатом 6.11,67 (+4,85), уступив более высокие позиции соперникам из Нидерландов: Йорриту Бергсма (6.09,33 (+2,51) — 2-е место) и Свену Крамеру (6.06,82 — 1-е место).
Он стал первым конькобежцем, представляющим Новую Зеландию, завоевавшим медаль чемпионата мира. 10 февраля во время командной гонки преследования новозеландская команда с результатом 3.41,08 (+0,42) финишировала второй, обогнав соперников из Норвегии (3.41,60 (+0,94) — 3-е место), но уступив первенство голландцам (3.40,66 — 1-е место).
На зимних Олимпийских играх 2018 года Питер Майкл дебютировал в забеге на 1500, 5000 м, масс-старте и командной гонке. 11 февраля 2018 года в забеге на 5000 м он финишировал с результатом 6:14.07 (+4.31). В борьбе за третье место он уступил сопернику из Норвегии (Сверре Лунде Педерсену, 6:11.616 (2) (+1.85) — 3-е место). В итоговом зачёте Майкл занял 4-е место. 13 февраля 2018 года на Олимпийском Овале Каннына в забеге на 1500 м  он финишировал с результатом 1:46.39 (+2.38). В итоговом Майкл занял 14-е место. 
21 февраля 2018 года в командной гонке среди мужчин новозеландская команда финишировала второй в финале "В" с результатом 3:43.54 сек. Борьбу за бронзовые медали команда Майкла проиграла соперникам из Нидерландов (3:38.40 — 3-е место). В итоговом зачёте новозеландская команда заняла 4-е место. 24 февраля 2018 года в масс-старте в финальном забеге он завершил забег с результатом 7:49.33. В итоговом зачёте Майкл занял 15-е место.

## Спортивные результаты
| Год  | Чемпионат мира на отдельных дистанциях                  | Олимпийские игры                                       | Кубок мира                                  |
| ---- | ------------------------------------------------------- | ------------------------------------------------------ | ------------------------------------------- |
| 2015 | 12e 5000 м 6e масс-старт                                |                                                        | 36e 5000/10 000 м 30e масс-старт            |
| 2016 | 6e 5000 м 12e 10 000 м 7e масс-старт                    |                                                        | 22e 1500 м 11e 5000/10 000 м 12e масс-старт |
| 2017 | 13e 1500 м · 5000 м · 22e масс-старт · командная гонка  |                                                        | 14e 1500 м · 5000/10 000 м · 5e масс-старт  |
| 2018 |                                                         | 14e 1500 м 4e 5000 м 15e масс-старт 4e командная гонка | 30e 1500 м 13e 5000/10 000 м                |
| 2019 | 10e 5000 м 8e 10 000 м 6e масс-старт                    |                                                        | 29e 5k/10 23e масс-старт                    |
| 2020 | 19e 5000 м 9e 10000 м 19e масс-старт 8e командная гонка |                                                        | 46e 1500 м 11e 5000/10 000 м 14e масс-старт |
| 2021 | 13e 5000 м 11e 10000 м 5e масс-старт 7e командная гонка |                                                        | 24e 1500 м 22e 5000/10 000 м 15e масс-старт |
| 2022 |                                                         | 12е 10 000 м                                           |                                             |

## Личная жизнь
Отцом Питера является Джон Майкл. Его дед Фред и бабушка Ольга Майкл являлись представителями ливанской общины Данидина.